# Edward Michael Joyce
Edward Michael Joyce (* 26. Juni 1904 in Lyttelton, Neuseeland; † 28. Januar 1964 in Christchurch, Neuseeland) war ein neuseeländischer Geistlicher und römisch-katholischer Bischof von Christchurch. 

## Leben
Edward Michael Joyce empfing nach seiner theologischen Ausbildung am 1930 die Priesterweihe durch den Bischof von  Toowoomba, James Byrne. Papst Pius XII. ernannte ihn 1950 zum Bischof von Christchurch. Der Koadjutor-Erzbischof von Wellington, Peter Thomas McKeefry, spendete ihm am 16. Juli desselben Jahres die Bischofsweihe; Mitkonsekratoren waren James Michael Liston, Bischof von Auckland, und John Patrick Kavanagh, Koadjutor-Bischof von Dunedin. Edward Michael Joyce war Konzilsvater der ersten beiden Sessionen des Vaticanum II. Er starb im Bischofsamt im Alter von 59 Jahren.